# Tel Ira
Tel ʿIra, en hébreu תל עירא, est un site archéologique situé dans le nord du désert du Néguev en Israël. Le site se trouve dans la vallée de Beer-Sheva, au sommet d'une colline escarpée à 514 m au-dessus du niveau de la mer. Cette position lui permet de dominer la route passant dans la vallée.
Le site est occupé dans l'antiquité à l'âge du bronze (bronze ancien III), puis à l'âge du fer. C'est alors une ville fortifiée à la limite sud du royaume de Juda. Le site est ensuite occupé à l'époque hellénistique (IVe – IIe siècle av. J.-C.), romaine (Ier siècle) et byzantine (Ve – VIIe siècle).
Tel ʿIra est souvent identifiée à la ville biblique de « Ramat Neguev » (« Hauteur du Néguev »). Selon le livre de Josué, elle appartient au territoire de la tribu de Siméon. Parmi les ostraca d'Arad, l'ostracon 24 (VIe siècle av. J.-C.) enjoint au commandant du fort d'Arad d'envoyer des renforts de troupes à Ramat Neguev par crainte d'une avancée des troupes édomites dans le secteur.